# الصهاريج الرومانية (عين طبرنق)
الصهاريج الرومانية  هو معلم أثري تونسي مصنف من قبل المعهد الوطني للتراث يقع في ولاية نابل في الشمال التونسي، تحديدا في مدينة عين طبرنق تم تصنيف المعلم في يوم 16 نوفمبر 1894.

## مقالات ذات صلة
- قائمة المعالم الأثرية المصنفة في تونس